# Inmigración británica en Chile
La inmigración británica en Chile es la inmigración europea más importante de este país a lo largo de su historia. Se estima que entre 1810 y 1920 llegaron más de 70 000 inmigrantes de origen británico principalmente a las ciudades de Antofagasta, Valparaíso, Punta Arenas y Santiago.
Chile es el país en América Latina con mayor ascendencia británica: un 4 % de la población total, entre 420 000 y 700 000 chilenos son de ascendencia británica. El país se caracteriza también por una importante presencia británica, que influyó en la forma de vida de los chilenos.

## Historia
Antofagasta fue la primera ciudad chilena en recibir inmigrantes de origen británico a mediados del siglo XIX impulsados principalmente por el auge salitrero en el norte del País (1880-1920). los británicos que llegaban al puerto nortino eran mayormente empresarios, inversionistas y obreros que buscaban nuevas oportunidades en un País estable políticamente, alejados de los conflictos bélicos que con llevaba constantes crisis en el Viejo Continente. se estima que para la década de 1890 ya habitaban más de 10 000 inmigrantes británicos en la ciudad de Antofagasta siendo una de las ciudades chilenas con mis inmigrantes extranjeros en aquélla época. La mayoría de inmigrantes británicos llegaban mediante el uso del transporte marítimo, en barcos desde Gran bretaña, La isla de irlanda y Norteamérica. La herencia cultural y económica que dejó está inmigración fue bastante significativa, tanto que la misma Corona británica mando un monumento a la ciudad nortina, hablamos de la Torre reloj en la plaza colón declarada Monumento Histórico Nacional el 18 de abril de 1986. con el fin del agradecimiento sociocultural que permitió la sociedad y estado chileno con la numerosa inmigración británica en el norte del País y posteriormente, las otras regiones de Chile. Para 1910 ya eran distintas las nacionalidades que habitan en Antofagasta, resaltaban los británicos, croatas e italianos atraídos por el auge salitrero que sonó en distintos rincones del mundo, ya que no era normal encontrar yacimientos mineros en aquel entonces y más con la facilidad para poder viajar en barcos escapando de Países afectados por constantes crisis e inestabilidades políticas. En 1914, la industria entró en un proceso de incertidumbre debido a una fuerte competencia con los fertilizantes artificiales. Además, el estallido de la Primera Guerra Mundial provocó el cierre de los principales mercados agrícolas del salitre chileno: Gran Bretaña, Francia y Alemania. En efecto, hacia 1929, cerca de 60 000 trabajadores se desempeñaban en las salitreras del norte, cifra que en 1932 se redujo a 8.000, produciendo una dramática migración de miles de personas en busca de trabajo. luego de constantes crisis económicas, sientos de ciudadanos británicos huyeron a su País de origen o bien a Norteamérica, pero un gran número se desplazó a la zona centro y sur del País, especialmente en Valparaíso y Punta Arenas. acabando así, la inmigración británica en el norte del País, pero a día de hoy, podemos encontrar a la mayoría de chilenos con ascendencia británica en el norte y centro del País, específicamente en Antofagasta y Valparaíso.
Los primeros británicos que desembarcaron en nuestras costas fueron los corsarios ingleses, que atacaron las colonias del imperio español. Durante los siglos XVIII y XIX, descubridores y hombres de ciencia exploraron el mundo en busca de un conocimiento científico que les permitiera obtener un saber enciclopédico. Personajes como John Byron, George Vancouver, James Cook y Robert Fitz-Roy, entre otros, recorrieron el continente americano, aportando datos geográficos y cartográficos sobre Chile y América meridional. Asimismo, algunos británicos al servicio del imperio español adquirieron relevancia en el país, como es el caso del gobernador de origen irlandés Ambrosio O'Higgins.

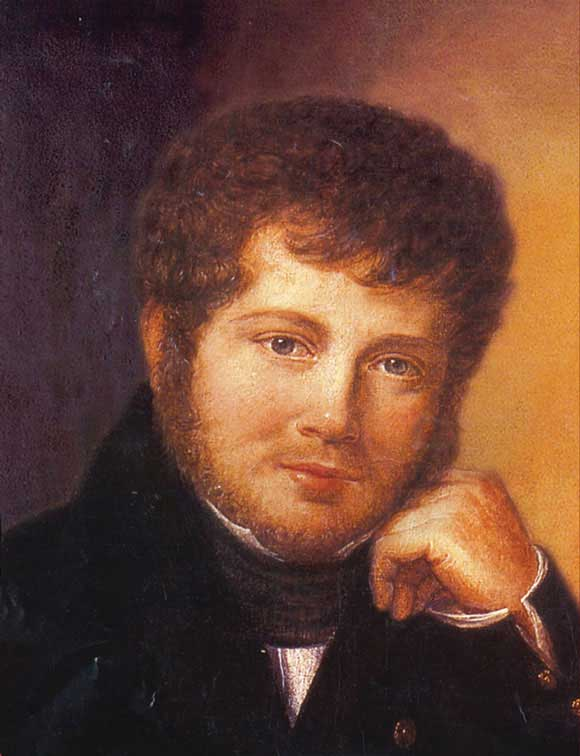
Bernardo O'Higgins. Su padre era irlandés de irlanda perteneciente al Reino Unido en aquel entonces teniendo de forma directa, ascendencia británica.

A fines del siglo XIX, Valparaíso era poco más que una caleta, sin embargo, a lo largo de las primeras décadas desde la Independencia se empiezan a establecer comerciantes británicos. Después de la derrota de la Confederación Perú-Boliviana, Valparaíso se consolida como el puerto más importante del océano Pacífico desde 1840 y en 1845, Chile se transforma en uno de los principales proveedores de víveres para California durante la "fiebre del oro". Es en esta época en que los inmigrantes británicos aumentan explosivamente. Hacia 1870 el crecimiento del puerto era tal que se acerca al tamaño de Santiago y goza además de muchos más adelantos por ser una ruta obligada a California por los barcos de Estados Unidos y Australia por los británicos. Hacia 1890, Valparaíso llegaba a los 190 000 habitantes, de los cuales 10 mil eran ingleses y otros 25 000 de diversas naciones europeas.
Al comenzar el siglo XIX, el surgimiento de la República y su declaración de libre comercio, atrajo a cientos de británicos a nuestro país. Estos viajeros ingleses concurrieron, en algunos casos, atraídos por su afán científico o aventurero. Sin embargo, la gran mayoría fueron comerciantes o representantes de casas de comercio británicas que se instalaron en los principales puertos del país y rápidamente tomaron el control del comercio exterior y las áreas más dinámicas de la economía. Surgió así una próspera comunidad británica en el puerto de Valparaíso, en el norte salitrero (Antofagasta) y en Magallanes. Otros grupos se instalaron en Santiago y Concepción. Según datos censales en 1854 había dos mil británicos en Chile y más de diez mil al comenzar el siglo XX. Si bien reducidos en número, su influencia como elite económica y mercantil los situó en una situación de privilegio en el país. Formaron una comunidad cerrada que se expresó en inglés y recreó un estilo de vida propio en espacios. Según Francis Maitland, demostraron "una especie de superioridad insular y, por lo general, se enorgullecen un tanto de ser profundamente ignorantes sobre la gente, el país y su idioma". Esta comunidad comenzó a perder su influencia en la segunda década del siglo XX, cuando Estados Unidos desplazó a Gran Bretaña como principal socio comercial de Chile.
Chile, frente al océano Pacífico, tuvo una presencia británica importante. Más de 50 000 inmigrantes británicos se establecieron en Chile desde 1810 hasta 1914, un número importante de ellos se establecieron en Magallanes, especialmente en Punta Arenas cuando floreció como un importante puerto marítimo a nivel mundial para los barcos que cruzaban el Estrecho de Magallanes desde el Atlántico hasta el océano Pacífico. Además, alrededor de 32 000 Ingleses se establecieron en Valparaíso, Antofagasta y Santiago de Chile durante ese mismo período. Que influyeron significativamente en la ciudad portuaria, que se convirtió casi en una colonia británica durante las últimas décadas del siglo XIX y principios del siglo XX. Sin embargo, la apertura del Canal de Panamá en 1914 y la Primera Guerra Mundial llevaron a muchos de ellos fuera de la ciudad. Un nuevo contingente de inmigrantes británicos llegaron entre 1914 y 1950, principalmente de Inglaterra y Gales, los cuales se asentaron en la región de Magallanes. De la misma manera, se establecieron familias escocesas en otras zonas del país, como Santiago, Antofagasta, Coquimbo, la Araucanía y Chiloé.
En 1860 se calculó que en todo Chile había unos 15 000 británicos de los cuales unos 5000 residían en Valparaíso. El censo de 1885 arrojó la cifra de 30 475 británicos en Chile, la mayoría de ellos en los puertos del país específicamente en el norte y centro del País.
Con la apertura del Canal de Panamá y el canal de Suez, se acaba la prosperidad de Valparaíso, por lo que muchos comerciantes ingleses se trasladaron a Santiago, Europa, Australia o Nueva Zelanda, como es el caso de Chris Watson.
La colonia inglesa además tuvo gran importancia en la zona norte del país durante el auge salitrero, en los puertos de Antofagasta y Pisagua. John Thomas North, el «rey del salitre», fue el principal empresario de la minería de los nitratos, pero al igual que con Valparaíso, muchos abandonaron el país con el fin de la riqueza salitrera, durante los años 1930.
También llegaron inmigrantes británicos a los nuevos territorios de la actual Región de Magallanes y de la Araucanía. En la primera inmigración para poblar la Araucanía, llegaron más de 2500 familias, los que se radicaron en las zonas de Temuco, Carahue y Galvarino. En Magallanes, en cambio los inmigrantes galeses fueron los más numerosos. Chiloé recibió cerca de 500 británicos, a los que se les concedió tierras en el norte de aquella isla, pero la mayoría se marchó al poco tiempo hacia otros lugares de Chile.
Años antes de la Primera Guerra Mundial, el censo de 1907 contabilizó unos 1422 británicos en Antofagasta (un 4 % de la población de la ciudad, sin considerar descendientes). Un 30 % emigró hacia Valparaíso o hacia ciudades con industrias más emergentes como Concepción. Durante la Segunda Guerra Mundial Chile recibió una importante inmigración británica principalmente de Inglaterra y también desde Irlanda.

## Comunidades

### Ingleses

#### Valparaíso

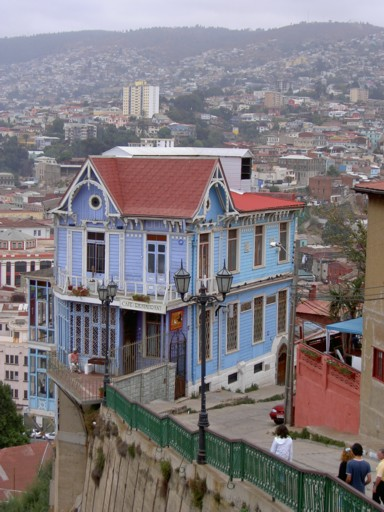
Casas en Valparaíso de estilo victoriano.

La burguesía británica que llegó a Valparaíso vio en su nuevo domicilio una oportunidad para hacer riquezas sin perder sus tradiciones. Los barrios de la colonia eran una réplica de su tierra natal; se trajeron sus cigarros, sus ropas, el té; practicaron sus deportes y siguieron siendo lobos de mar, esta vez desde la Marina chilena. Para éstos no era Valparaíso de Chile, sino el «Valparaíso de Gran Bretaña».
Apenas el puerto abrió sus costas al libre comercio en 1811, los británicos –que antes ofrecían sus contrabandos- comenzaron a atracar en Valparaíso. Los primeros en llegar fueron los hermanos John y Joseph Crosbies en el bergantín Fly. Traían consigo herramientas, artículos de loza, lana y algodón, con instrucción de devolverse con cáñamo y cobre. Fue el primer intercambio de lo que sería una arraigada relación comercial entre Gran Bretaña y Chile. Hasta 1814 de los ocho buques extranjeros que fondearon en el puerto, cinco eran británicos. La reconquista española frenó este movimiento, sin embargo, luego de la declaración de Independencia en 1818, el proceso se hizo irreversible. De este modo, ya en 1819 se veían carteles en inglés coronando en algunas tiendas comerciales.
En 1832, diez años después de haberse poblado el cerro Alegre, Joshua Waddington lotea y pone a la venta una de sus propiedades, el cerro Concepción, que sería habitado por ingleses y alemanes. En 1854 los británicos construirían allí la iglesia anglicana Saint Paul, que hasta hoy alberga un órgano donado en honor a la reina Victoria en 1901.
En 1872, Recaredo Santos Tornero decía sobre cerro Alegre:

Era el predilecto de la parte inglesa de nuestra población y que en él se había formado una especie de colonia en la que han introducido sus propias costumbres.

Desde las alturas de los cerros la burguesía británica podía mirar las calles del plan donde tenía sus negocios. Una de las tiendas más antiguas y exitosas fue la Casa de Londres fundada por Antonio Gibbs en 1826. Lo cierto es que los ingleses controlaron el comercio, las industrias y la actividad financiera de Valparaíso durante la segunda mitad del siglo XIX y las primeras décadas del XX. En 1917 formaron su propia Cámara de Comercio, agrupando a las compañías y bancos de origen anglosajón. Prueba de este esplendor fue el edificio el Banco de Londres en calle Prat, que estaba decorado con bronces y mármoles importados desde Inglaterra. El Banco A. Edwards, que existe hasta hoy, partió como una agencia financiera en 1845, gracias a Agustín Edwards Ossandón, chileno de ascendencia británica. El Banco Anglo - Sudamericano, creado en 1889, manejaba las cuantiosas cuentas que daba el salitre. En la calle Prat se respiraba el rigor de las casas financieras. Algunas de sus fachadas siguen siendo testimonio de la opulencia de aquellos tiempos.
El periódico más importante de la comunidad británica de Valparaíso durante el siglo XIX fue The Chilean Times.. Durante la primera mitad del siglo XX, el medio de comunicación más influyente fue The South Pacific Mail (1909-1965), que circuló por toda la costa oeste de Sudamérica.

### Galeses
Chile es hogar de la segunda colonia galesa más numerosa de América del Sur, después de Argentina. La inmigración galesa en Chile se da principalmente entre 1814 y 1910 en las ciudades de Antofagasta, Valparaíso, Santiago y gran parte de la Patagonia chilena

### Escoceses
Una gran proporción de escoceses son ganaderos de ovejas en la Región de Magallanes, en el extremo sur del país, y la ciudad de Punta Arenas tiene una gran fundación escocesa que data del siglo XVIII.
Los acuerdos de terrenos del Gobierno chileno invitaron a asentamientos de Escocia y Gales en sus provincias del sur en las décadas de 1840 y 1850. El número de escoceses es aún mayor en las regiones de la Patagonia y Magallanes.

## Influencia social de la inmigración británica

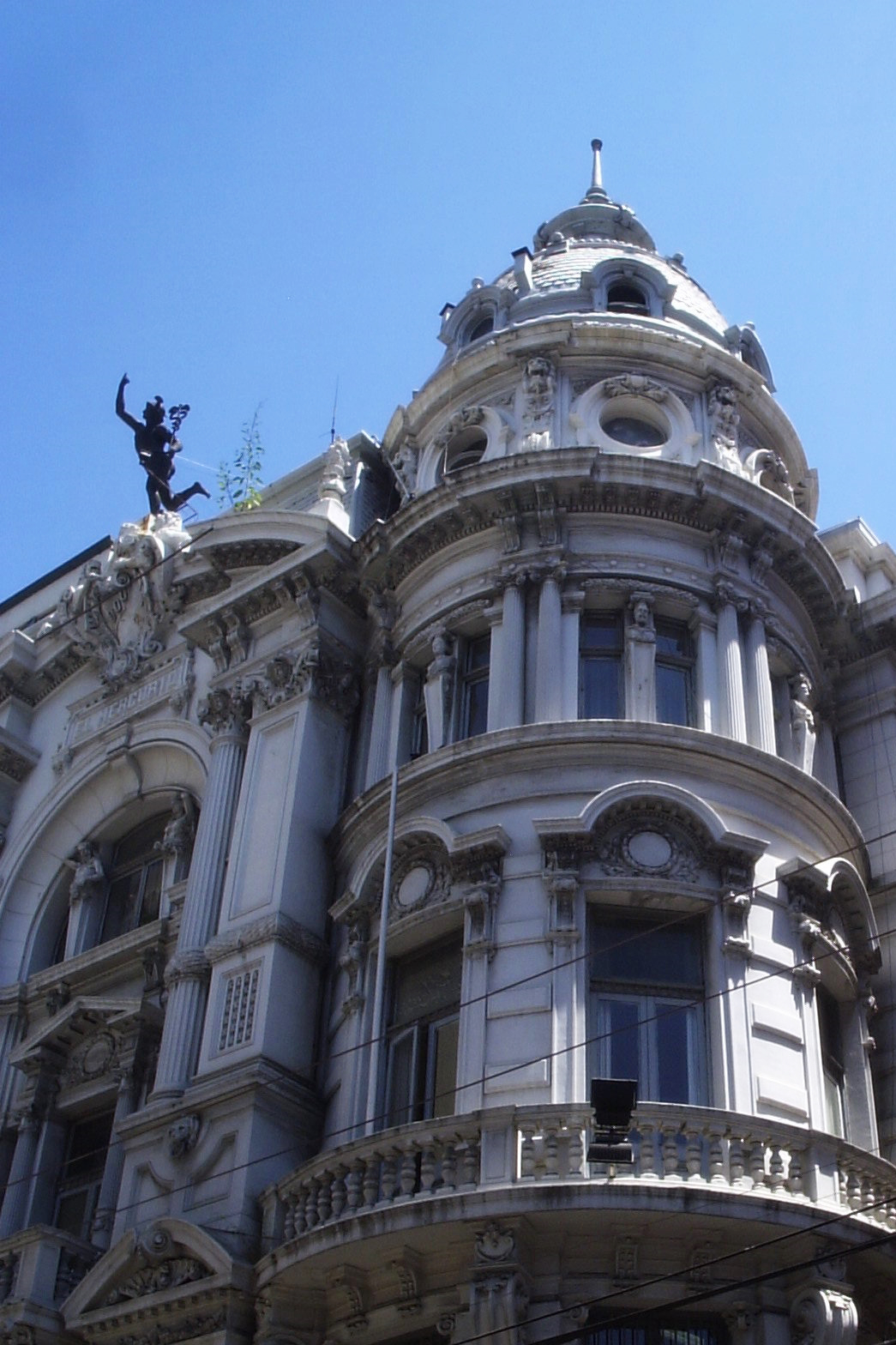
Edificio de El Mercurio de Valparaíso.

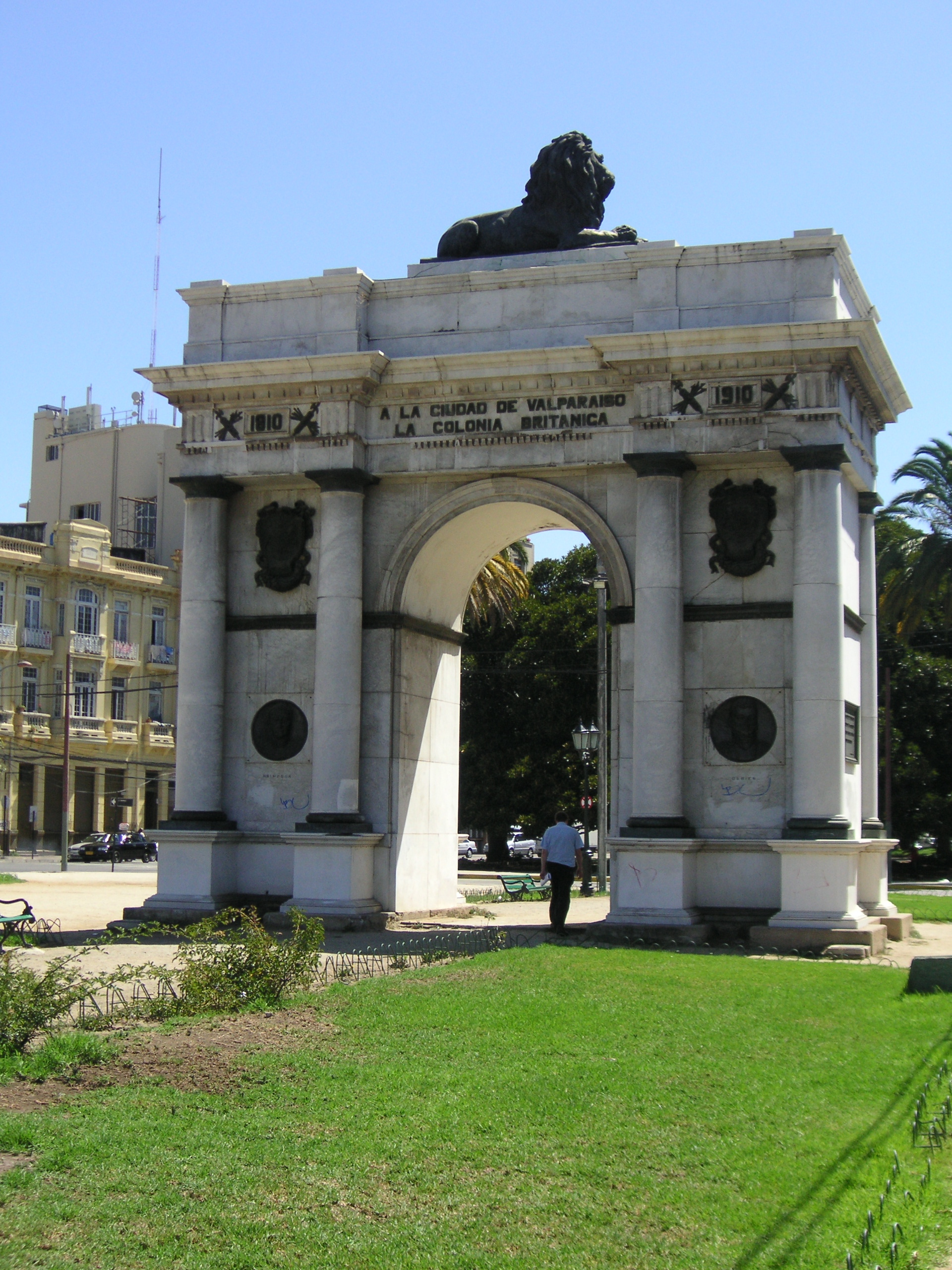
El Arco Británico en Valparaíso.

El legado cultural de los británicos en Chile es notable y se ha diseminado más allá de la comunidad británica-chilena a la sociedad chilena en general. Una costumbre es el té de la tarde, llamado once por los chilenos. Otro legado interesante es la enorme cantidad de apellidos británicos en Chile.
En algunas calles de Valparaíso era común escuchaba conversaciones en inglés; las señoras acostumbraban a ir la Casa Riddell a comprar sus trajes de seda traídos de Inglaterra, luego pasaban a la Botica Londres por sus cremas y antes de retornar al hogar, pasaban a la Casa Loutit en calle Condell donde adquirían sus revistas inglesas preferidas.
Una de las costumbres importadas por los británicos fue el consumo del té. Los ingleses de paso por el Puerto sufrían cuando eran invitados por los chilenos, quienes les ofrecían yerba mate. La idea de compartir la bombilla del único recipiente de la infusión con los demás asistentes les estremecía. La sociedad porteña captó aquel desaire y decidió adoptar la tradición británica. Tomar mate pasó a ser signo de mala educación y de falta de higiene. Incluso el diario El Mercurio publicó un artículo en 1846 a favor del té, donde recalcaba que cuando se toma mate, la primera en probarlo debía ser la más anciana de la reunión, que no siempre es poseedora de la boca más pura. Actualmente el té de la tarde es llamado por los chilenos «onces», una adaptación británica de los «elevenses».
Los ingleses, añorando su tierra natal, en 1842 fundaron el Unión Club. Allí se distraían en la biblioteca leyendo el South Pacific Mail, periódico que circulaba todos los jueves desde 1909 o fumando cigarros Capstan y West Minster Turkish en la cantina; disfrutando de una reunión social en las salas de sesiones o jugando billar.
Los niños de las familias inglesas, escocesas, galesas o irlandesas iban a colegios fundados por sus compatriotas, siendo el más antiguo el Mackay School 1857 - con profesores británicos de la talla de Thomas Somerscales, el gran pintor que se radicó en Valparaíso. El internado estaba en el cerro Alegre y las salas de clases en la calle Santa Isabel. Además de la excelencia académica, se les inculcaba a los jóvenes el culto por el deporte: tenis, cricket, golf, rugby, hockey y por supuesto football, que se hizo muy popular entre los porteños. En 1892 se forma el Club de Deportes Santiago Wanderers, el más antiguo de Chile aún en actividad, fundado por chilenos bajo la influencia británica; en 1895 nace el Valparaíso Wanderers.
Otra de las costumbres heredadas de los ingleses fueron las carreras de caballo a la inglesa que se hacían en Placilla, formándose en 1865 la asociación Valparaíso Spring Meeting. La forma de jugar podía ser europea, pero luego se celebraba a la chilena con fiestas campestres, comida típica local y mucho alcohol. En una oportunidad el caballo chileno Huemul le ganó al británico Kentucky y el periódico El Progreso publicó burlesco: «Muchos de los más respetables ingleses de este puerto están fuertemente atacados de spleen, tremenda enfermedad de que adolecen sólo los hijos de la nebulosa Inglaterra».
Los niños de familias inglesas iban a colegios fundados por sus compatriotas, siendo el más antiguo el Mackay School fundado el año 1857 con profesores británicos de la talla de Thomas Sommerscales, el gran pintor que se radicó en Valparaíso. Además de la excelencia académica, se les inculcaba a los jóvenes el culto por el deporte: tenis, cricket, golf, rugby, hockey y por supuesto el fútbol, que se hizo muy popular entre los porteños. En 1892 se forma el Club de Deportes Santiago Wanderers, el más antiguo de Chile aún en actividad, fundado por chilenos bajo la influencia británica; en 1895 nace el Valparaíso Wanderers, formado sólo por ingleses, más tarde fundan otros como Everton.
Otro legado es el gran uso en Chile del primer apellido británico.

## Influencia británica en la Armada de Chile

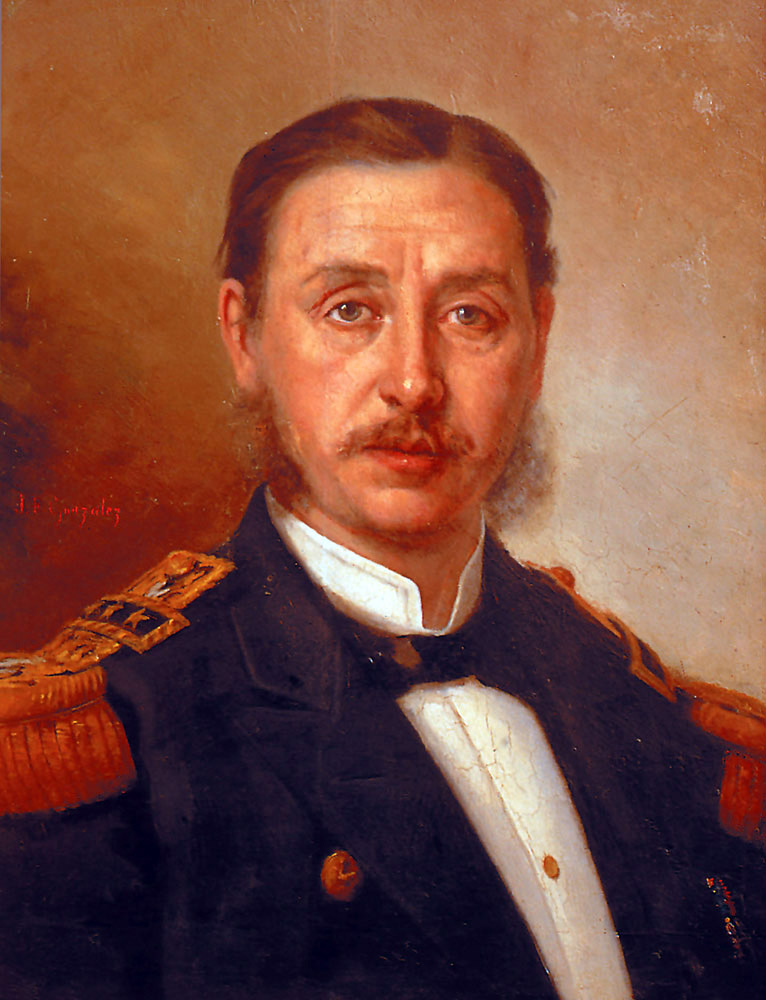
Carlos Condell, héroe naval chileno de origen inglés; que participó activamente en la guerra hispano-sudamericana y en la guerra del Pacífico.

En 1818, cuando Manuel Blanco Encalada era comandante general de la Armada, la mayoría de sus principales oficiales fueron ingleses. Ese mismo año llega a Valparaíso Lord Cochrane, descendiente de una estirpe de ilustres marinos ingleses. En 1819 ya estaba al mando de la Escuadra Chilena, imponiendo el implacable deber por el deber de los británicos. Bajo su mandato los comandantes de buques fueron todos ingleses, menos un norteamericano. Estos formarían familia con chilenas, dando inicio a un linaje de hombres de mar. Es el caso de Robert Winthrop Simpson, quien llegó al Puerto en 1821 como teniente y que alcanzó el grado máximo de Vice - almirante; sus hijos también fueron oficiales en la Marina.
El gobierno chileno mandaba a hacer sus grandes navíos, instrumentos de guerra y demás a Inglaterra. La empresa Morrison and Co., asentada en Valparaíso, tenía la representación del astillero británico Armstrong, conocido por su calidad. En 1910 el gobierno de Ramón Barros Luco encargó la construcción de los acorazados Latorre y Cochrane. Incluso el uniforme de los oficiales hasta el siglo XIX era igual al de los británicos, excepto que en vez de un ojo de gallo tenía la estrella nacional.

## Descendientes notables
Hoy en día, la colonia británica en Chile está muy disgregada en el territorio, no obstante esto, muchos han logrado destacar dentro de distintas áreas y actividades en el país. Entre los descendientes más notables de la comunidad, se encuentran:
- Patricio Aylwin, abogado y expresidente de la República.
- Joaquín Edwards Bello, escritor y cronista.
- Sergio Livingstone, exfutbolista y periodista deportivo.
- Agustín Ross, diplomático y político.
- Samuel G. Cole Hitching, diplomático y político, ejerció el cargo de cónsul de Portugal, México y Costa Rica entre 1908 y 1923. Miembro fundador de la Logia Caupolicán n.º37 en Concepción.
- Luis Bates, abogado, académico y político.
- Guillermo Bruce, actor y comediante.
- Carlos Condell, militar y marino que participó en la guerra hispano-sudamericana y la guerra del Pacífico.
- Juan Williams Rebolledo, marino y político.
- Bernardo Leighton, político que ejerció los cargos de diputado y ministro en reiteradas ocasiones. Fundador de la Falange Nacional chilena.
- Luis Thayer Ojeda, historiador, escritor y genealogista.
- Enrique Mac Iver, abogado, político y Gran Maestro de la Gran Logia de Chile.
- Roberto Winthrop Simpson, marino de la armada británica y chilena y senador de la república.
- Rojo Edwards, ingeniero civil y político.
- Alejandro Foxley, economista, académico, político e investigador.
- Kenneth Pugh, político y exvicealmirante de la armada.
- Alberto Blest Gana, diplomático y novelista.
- Víctor Gubbins Browne, arquitecto.
- Nilo Floody, militar y deportista.
- Francisco Cuevas Mackenna, ingeniero y político.
- Francisco O'Ryan Orrego, marino.
- Felipe Seymour, futbolista.
- Gustavo Leigh, militar y político, miembro de la junta militar del 73.
- Andrés Chadwick, político y exministro.
- Agustín Edwards Eastman, empresario y periodista. Propietario de los diarios El Mercurio y La Segunda.
- Harold Mayne-Nicholls, periodista, funcionario de la FIFA y expresidente de la Asociación Nacional de Fútbol Profesional y de la Federación Chilena de Fútbol.
- Ana Reeves, actriz.
- Matías Walker, político.
- Adolfo Holley, militar y político, participó en la guerra del Pacífico.
- Andrés Wood, cineasta.
- Julio Canessa Robert, militar y político.
- Ismael Edwards Matte, arquitecto.
- Marmaduke Grove, militar y político.
- Juan Antonio Widow, filósofo y académico.
- Luis Mackenna Shiell, abogado, empresario y político.
- Juan Hamilton, abogado y ministro de gobierno.
- Laurence Golborne, empresario, ingeniero y político
- José Peel de Courcy-Corbet, noble británico solo con descendientes chilenos por rama femenina.
- Thomas Alexander Cochrane, noble y marino británico sin descendientes en Chile.[5]
- Jorge Abbott, exfiscal nacional de Chile.
- Ian Campbell, jugador de Rugby.
- Donald Campbell, jugador de Rugby.
- María Elena Swett, actriz de teatro y televisión.
- Marcia Scantlebury, periodista.
- Freddy Wood, deportista.
- Patricio Walker, exsenador y exdiputado.
- Juana Ross Edwards, empresaria y filántropa chilena.
- Tomás Cox, animador de televisión y productor de eventos.
- Miguel Lawner, arquitecto.
- Bernardo García Wilson, rugbista.
- Cristián Bowen, economista
- Benjamín Alvarado Holley, golfista.
- Esteban Orlando Harrington, arquitecto.
- Adolfo Eastman Quiroga, ingeniero, abogado y político.
- Tomás Eastman, empresario y político.
- Andrés Longton, abogado y político.
- Claudio García Swears, ingeniero, contador y empresario.
- Jorge Marshall, economista y exministro.
- Pablo Mackenna, escritor y presentador de televisión.
- Emilio Edwards, actor y bailarín.
- Mariana Aylwin, investigadora y exministra de Estado.
- Guillermo Arthur, economista
- José Cox, empresario
- Ricardo Cumming, empresario y político
- Eduardo Chadwick Claro, empresario.
- Gonzalo Blumel, ingeniero ambiental y político, descendiente de Enrique Mac Iver, hijo de inmigrante escocés.
- Rosita Parsons, Modelo y empresaria.
- Diego Pardow, abogado y político.
- Arturo Mackenna Íñiguez, economista.
- Emilio Sutherland, periodista.
- Eduardo Armstrong, arquitecto.
- Juan Livingstone, arquitecto, periodista y futbolista.
- Roberto Bruce, periodista.
- Leonidas Leyton, profesor y político.
- Jorge O'Ryan, deportista.
- Jorge Sharp, político.
- Catalina Edwards, periodista.
- Alberto Mackenna Subercaseaux, periodista y político.